# Phosphosphingolipide
 (novembre 2020).
Si vous disposez d'ouvrages ou d'articles de référence ou si vous connaissez des sites web de qualité traitant du thème abordé ici, merci de compléter l'article en donnant les références utiles à sa vérifiabilité et en les liant à la section « Notes et références ».
Les phosphosphingolipides sont issus de céramide lié à un acide phosphorique et à un alcool aminé. L'alcool aminé est souvent une éthanolamine ou une choline. Les phosphosphingolipides sont constitués d'une liaison phosphodiester en C1[Lequel ?] entre l'acide phosphorique et le céramide.
La sphingomyéline est un phosphosphingolipide qui possède un rôle structural. En effet, c'est un composant des membranes[Lesquelles ?]. Elle est présente dans le cerveau sous forme de substance blanche et grise, au niveau de l’œil et de la cornée et dans le tissu nerveux en gaine de myéline. Elle a également un rôle fonctionnel de transduction du signal et d'activité neuronale.
La sphingomyéline est à l'origine de la démyélinisation. Une pathologie aussi connue sous le nom de sclérose en plaques.